# 5,56×45mm NAVO

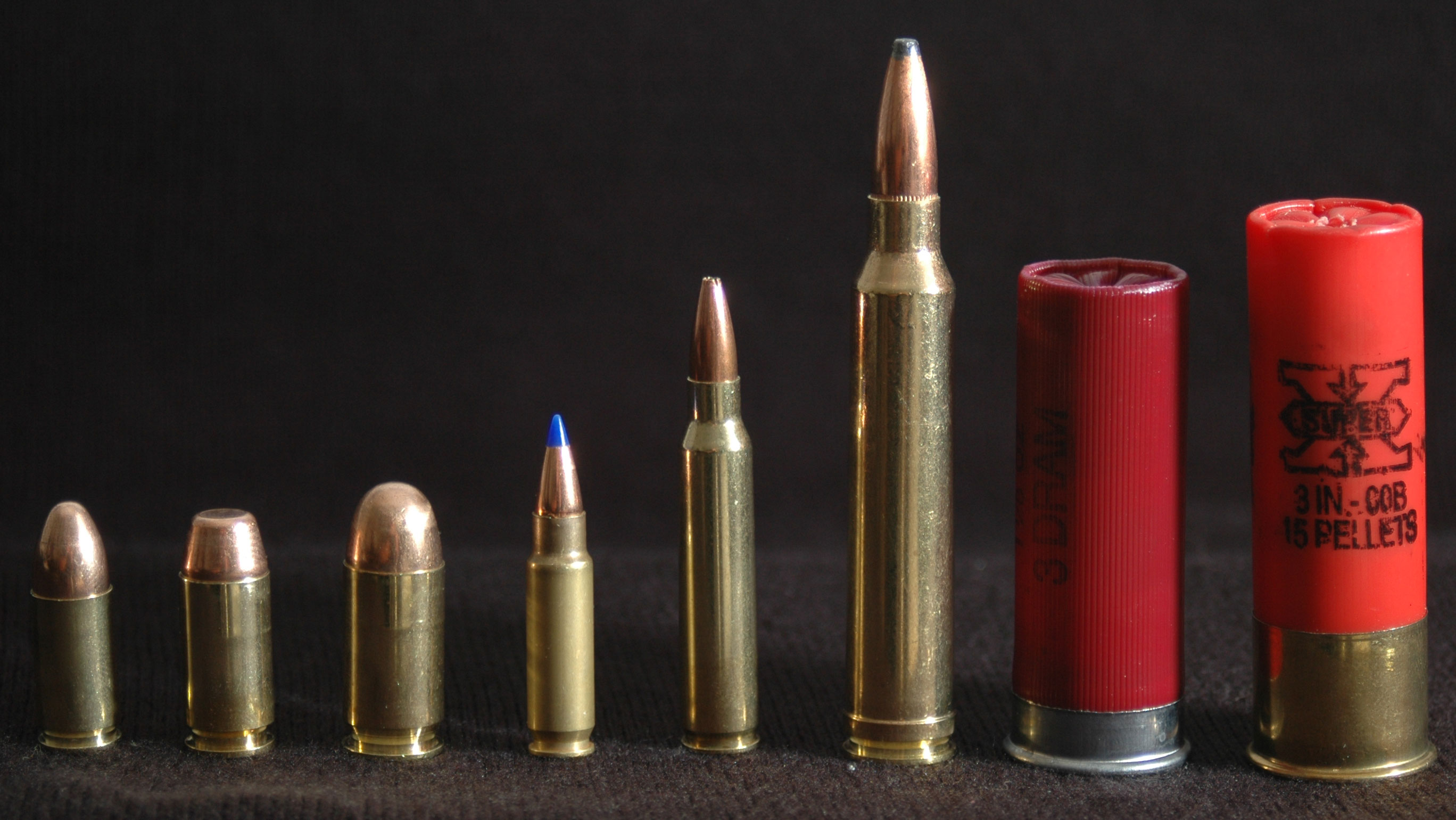
V.l.n.r.:
9×19mm Parabellum
.40 S&W
.45 ACP
5,7×28mm
5,56×45mm NAVO
.300 Winchester Magnum
twee hagelpatronen

5,56×45mm NAVO is een standaardformaat voor patronen in gevechtswapens voor NAVO-troepen. Deze patroon is afgeleid van de .223 Remington maar is niet geheel identiek.